# Severokorejská kuchyně

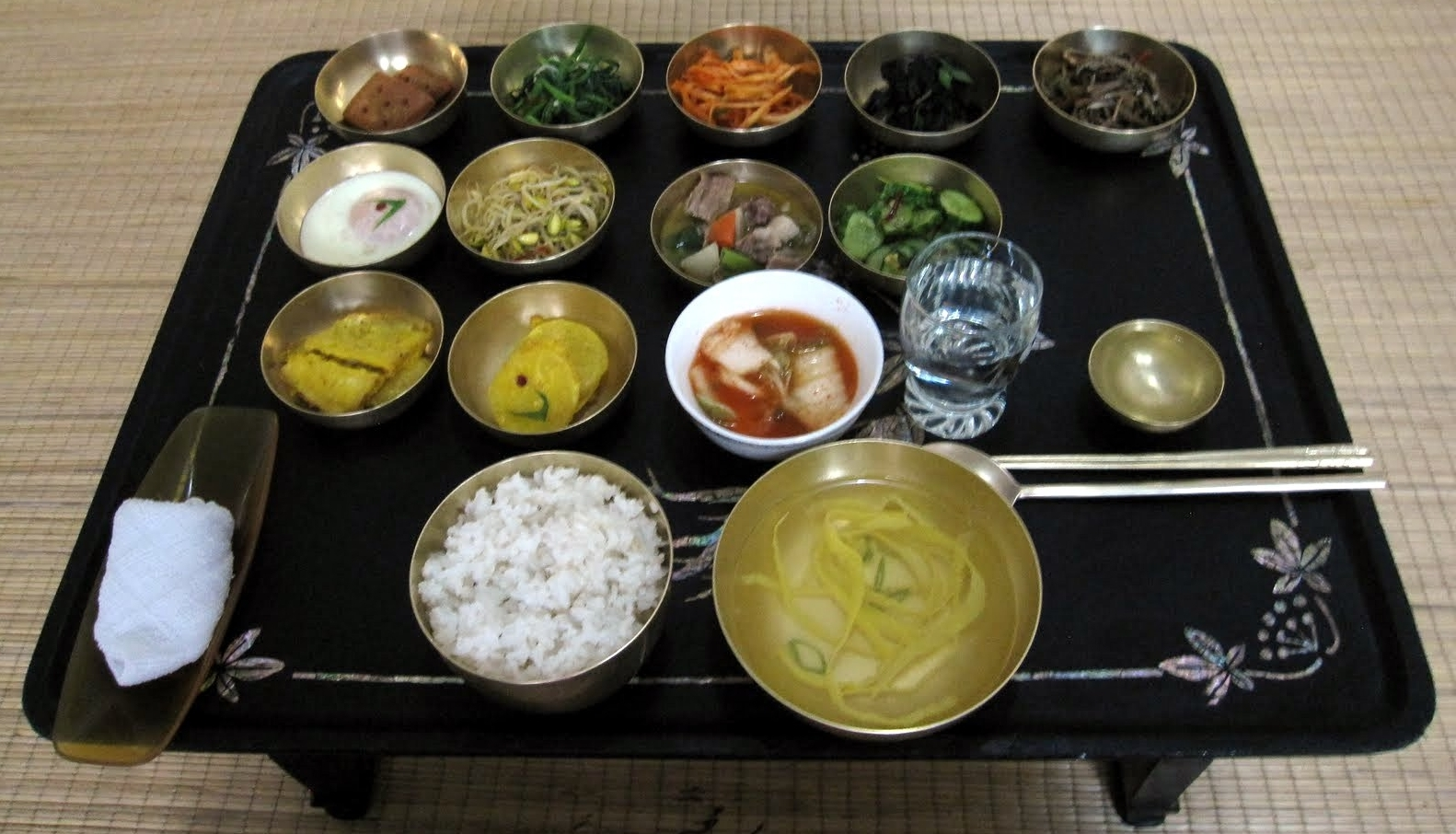
Různá severokorejská jídla

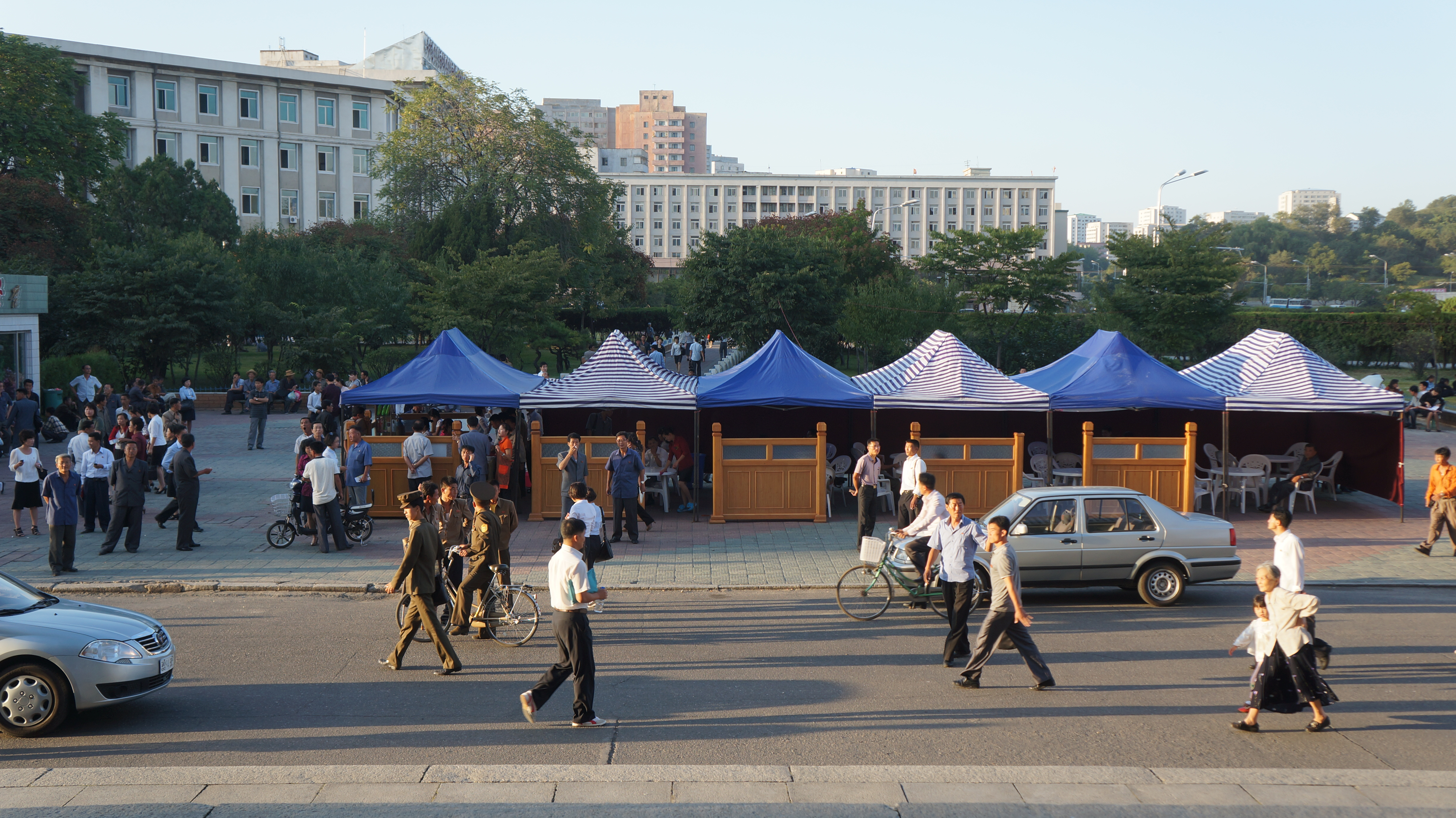
Pouliční prodejci v Pchjongjangu

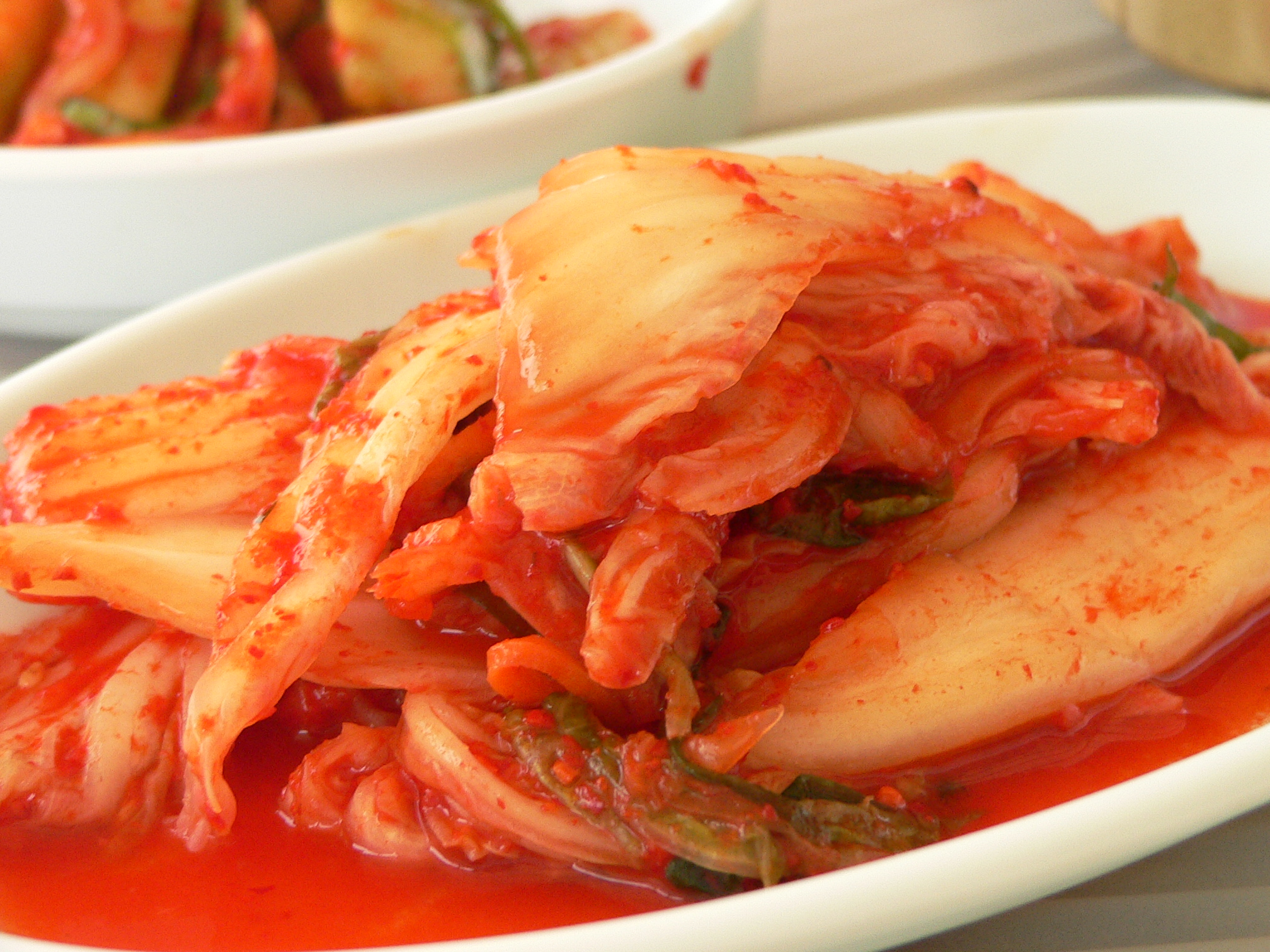
Kimčchi

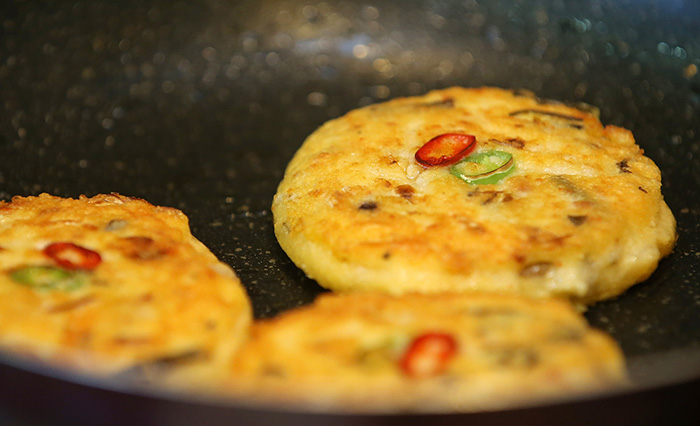
Pindaettok

Severokorejská kuchyně (korejsky: 북조선 요리) je logicky velice podobná jihokorejské kuchyni, i když se v mnoha ohledech (z geografických i politických důvodů) liší. Severokorejská kuchyně je oproti té jihokorejské méně bohatá, není tolik pikantní, severokorejské lihoviny jsou silnější než jihokorejské a na rozdíl od Jižní Koreje se v Severní Koreji téměř vůbec nepoužívá hovězí maso.
Základní potravinou je rýže, jako příloha se někdy podávají také nudle, které se na rozdíl od Jižní Koreje častěji vyrábí z kukuřice. Kimčchi je jedním z nejtradičnějších severokorejských pokrmů. Z masa se nejčastěji využívá vepřové, králičí, kozí, někdy ale i psí maso. Velmi populární jsou ale také ryby a mořské plody.
Pokrmy obyčejných lidí v Severní Koreji jsou poměrně chudé a v letech 1995–1999 došlo v Severní Koreji dokonce k hladomoru. Restaurace s lepším jídlem existují v Pchjongjangu (v roce 2009 tam byla dokonce otevřena pizzerie), ale tyto restaurace jsou dostupné jen pro nejbohatší vrstvu obyvatel a turisty.

## Příklady severokorejských pokrmů a nápojů:
Příklady severokorejských pokrmů a nápojů:
- Kimčchi, salát z pekingského zelí, bílé ředkve daikon, jarní cibulky, kořenicí pasty a soli. Podává se jako příloha k mnoha pokrmům.
- Džuk, rýžová kaše
- Bulgogi, grilované marinované kousky masa
- Pibimbap, rýže podávaná se zeleninou, vejcem a masem
- Mořské plody
- Kimbap, korejská verze suši
- Pindaettok, palačinky z mungo fazolí
- Polévka z mořských řas
- Tteok, plněné rýžové koláčky
- Dotori-muk, želé ze škrobu z žaludů
- Sodžu, alkoholický nápoj vyráběný nejčastěji z rýže, podobný sakée
- Čaj
- Pivo, v Severní Koreji je provozováno několik pivovarů